# Lucelle Comvalius
Lucelle Comvalius is een Nederlands docente en spreekster. Ze geeft les in de lerarenopleiding van Windesheim, waar ze lessen verzorgt rondom het thema diversiteit.

## Leven en werk
Comvalius is van Surinaamse komaf. Ze kwam in de jaren 1970 naar Nederland. Als tiener was ze vooral geïnteresseerd in geschiedenis. Na haar middelbare school deed Comvalius een lerarenopleiding aan de PABO. Haar eerste baan als docente was in Zwolle; daarna verruilde ze Zwolle voor Lelystad. In de eerste jaren van haar loopbaan als docente gaf ze aan veelvuldig doelwit te zijn van pesterijen en een fysieke aanval.
Comvalius won in 2018-2019 de Leraar van het Jaar-verkiezing. Sinds 2020 werkt ze op een school in Ermelo, waar ze de eerste gekleurde docente was. Ook leidt ze zelf leraren op.
Ze was een vaste gast bij het programma De vooravond en sinds 2024 is ze een van de vaste panelleden van de tv-quiz Weet ik veel op RTL 4. Ook wordt ze gevraagd bij andere tv-programma's, zoals Op1 en Koffietijd. Verder speelde ze tijdens het Herdenkingsjaar Slavernijverleden een rol; ze schreef onder meer een protestlied.
In 2023 stond ze op het podium met haar eigen shows ‘Ik oké, jij niet oké!’ en Tot hier en niet verder!, waarin ze vertelde over haar ervaringen met pesten.